# Sybra curvatosignata
Sybra curvatosignata är en skalbaggsart som beskrevs av Stefan von Breuning och De Jong 1941. Sybra curvatosignata ingår i släktet Sybra och familjen långhorningar. Inga underarter finns listade i Catalogue of Life.